# Parachutes
Parachutes är det brittiska rockbandet Coldplays debutalbum från 2000. Albumet har sålts i över nio miljoner exemplar. Det utnämndes till bästa brittiska album på BRIT Awards 2001 och vann en Grammy för bästa alternativa musikalbum.

## Låtlista
Samtliga låtar skrivna av Guy Berryman, Jon Buckland, Will Champion och Chris Martin.
1. "Don't Panic" - 2:17
2. "Shiver" - 4:59
3. "Spies" - 5:18
4. "Sparks" - 3:47
5. "Yellow" - 4:29
6. "Trouble" - 4:30
7. "Parachutes" - 0:46
8. "High Speed" - 4:14
9. "We Never Change" - 4:09
10. "Everything's Not Lost" - 7:15 (Med extraspråret "Life is for Living")